# Liste der Biografien/Brj
Liste der Biografien |
Portal Biografien |
Personensuche
# |
A |
B |
C |
D |
E |
F |
G |
H |
I |
J |
K |
L |
M |
N |
O |
P |
Q |
R |
S |
T |
U |
V |
W |
X |
Y |
Z |
?
 
Ba |
Be |
Bd |
Bg |
Bh |
Bi |
Bj |
Bl |
Bm |
Bn |
Bo |
Br |
Bs |
Bu |
Bw |
By |
Bz
 
Bra |
Brc |
Brd |
Bre |
Brg |
Bri |
Brj |
Brk |
Brl |
Brn |
Bro |
Brp–Brt |
Bru |
Brv |
Bry |
Brz
Die Liste der Biografien führt alle Personen auf, die in der deutschsprachigen Wikipedia einen Artikel haben. Dieses ist eine Teilliste mit 16 Einträgen von Personen, deren Namen mit den Buchstaben „Brj“ beginnt.

## Brj

### Brja
- Brjantschaninow, Ignatius (1807–1867), russischer orthodoxer Bischof
- Brjatschislaw von Polozk († 1044), Fürst von Polozk (1003–1044)

### Brju
- Brjuchankow, Alexander Alexandrowitsch (* 1987), russischer Triathlet
- Brjuchankow, Andrei Alexandrowitsch (* 1991), russischer Triathlet
- Brjuchanow, Nikolai Pawlowitsch (1878–1938), sowjetischer Politiker
- Brjuchanow, Wiktor Petrowytsch (1935–2021), sowjetischer Konstruktionsleiter des Kernkraftwerkes Tschernobyl und dessen Direktor (1970–1986)
- Brjuchanowa, Anastassija Andrejewna (* 1993), russische Oppositionspolitikerin
- Brjuchowez, Olena (* 1971), ukrainische Tennisspielerin
- Brjuchowezkyj, Iwan († 1668), Hetman der linksufrigen Ukraine
- Brjuchowezkyj, Wjatscheslaw (* 1947), ukrainischer Philologe, Literaturkritiker und Universitätsrektor
- Brjullow, Alexander Pawlowitsch (1798–1877), russischer Architekt, Aquarellist und Hochschullehrer
- Brjullow, Karl Pawlowitsch (1799–1852), russischer Maler und ArchitektKarl Pawlowitsch Brjullow (1799–1852)

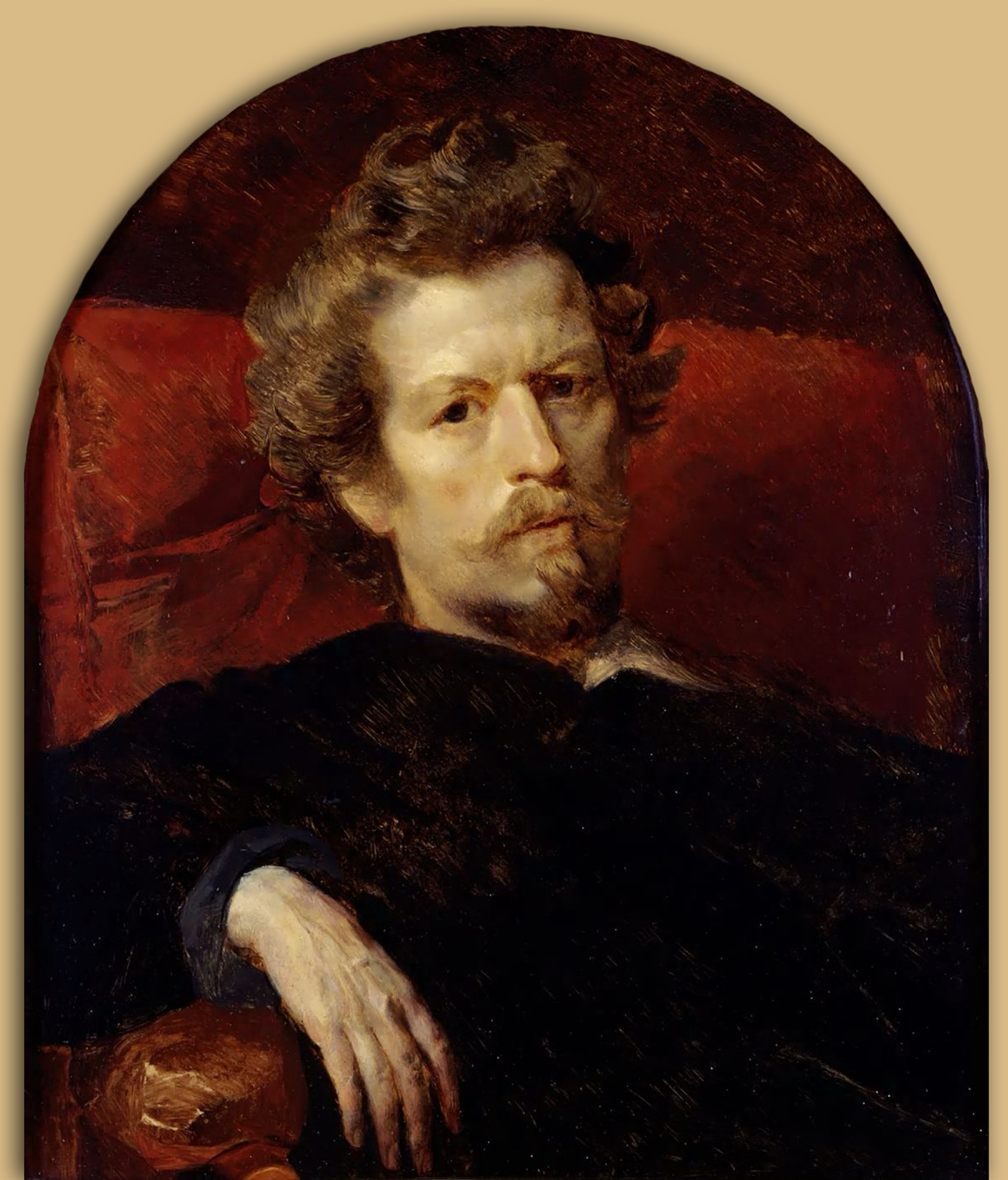
Karl Pawlowitsch Brjullow (1799–1852)

- Brjuno, Alexander Dmitrijewitsch (* 1940), russischer Mathematiker
- Brjussow, Waleri Jakowlewitsch (1873–1924), russischer Schriftsteller
- Brjussowa, Serafima Semjonowna (1895–1958), russische bzw. sowjetische Neurochirurgin
- Brjussowa, Wera Grigorjewna (1917–2006), sowjetisch-russische Kunstwissenschaftlerin, Restauratorin und Hochschullehrerin